# Огродники (гмина Тучна)
Огродники (пол. Ogrodniki) — деревня в Бяльском повете Люблинского воеводства Польши. Входит в состав гмины Тучна. По данным переписи 2011 года, в деревне проживало 212 человек.

## География
Деревня расположена на востоке Польши, на расстоянии приблизительно 29 километров к юго-востоку от города Бяла-Подляска, административного центра повета. Абсолютная высота — 155 метров над уровнем моря. К югу от населённого пункта проходит национальная автодорога 63.

## История
По данным на 1827 год упомянуты два населённых пункта ныне входящих в состав деревни: Огродники-Венкше и Огродники-Мале. В первом числилось 13 дворов и проживало 87 человек; во втором — 9 домов и 94 человека. Согласно «Справочной книжке Седлецкой губернии на 1875 год» обе деревни входили в состав гмины Межилесь Бельского уезда Седлецкой губернии.
В период с 1975 по 1998 годы Огродники находились в составе Бяльскоподляского воеводства.

## Население
Демографическая структура по состоянию на 31 марта 2011 года:
|         | Всего | До трудоспособного возраста | Трудоспособного возраста | Старше трудоспособного возраста |
| ------- | ----- | --------------------------- | ------------------------ | ------------------------------- |
| Мужчины | 105   | 15                          | 72                       | 18                              |
| Женщины | 107   | 21                          | 48                       | 38                              |
| Всего   | 212   | 36                          | 120                      | 56                              |